# Rally-VM 2019
Rally-VM 2019 är den 47:e säsongen av FIA:s Rally-VM. Säsongen startade med Monte Carlo-rallyt och avslutades med Rally Australia. 
Ott Tänak tog sin första VM-titel för Toyota.

## Kalender
| Datum           | Rally                                  | Bas                            | Underlag      | Segrande Förare                     | Kartläsare        | Bil                   |
| --------------- | -------------------------------------- | ------------------------------ | ------------- | ----------------------------------- | ----------------- | --------------------- |
| 24-27 januari   | Rallye Monte-Carlo                     | Gap, Hautes-Alpes              | Asfalt & Snö  | Sébastien Ogier                     | Julien Ingrassia  | Citroën C3 WRC        |
| 14-17 februari  | Rally Sweden                           | Torsby, Värmland               | Snö           | Ott Tänak                           | Martin Järveoja   | Toyota Yaris WRC      |
| 7-10 mars       | Rally Guanajuato México                | León, Guanajuato               | Grus          | Sébastien Ogier                     | Julien Ingrassia  | Citroën C3 WRC        |
| 28-31 mars      | Che Guevara Energy Drink Tour de Corse | Bastia, Haute-Corse            | Asfalt        | Thierry Neuville                    | Nicolas Gilsoul   | Hyundai i20 Coupe WRC |
| 25-28 april     | Rally Argentina                        | Villa Carlos Paz, Córdoba      | Grus          | Thierry Neuville                    | Nicolas Gilsoul   | Hyundai i20 Coupe WRC |
| 09-12 maj       | Copec Rally Chile                      | Concepción, Región del Biobío  | Grus          | Ott Tänak                           | Martin Järveoja   | Toyota Yaris WRC      |
| 30 maj-2 juni   | Vodafone Rally de Portugal             | Matosinhos, Porto              | Grus          | Ott Tänak                           | Martin Järveoja   | Toyota Yaris WRC      |
| 13-16 juni      | Rally Italia Sardegna                  | Alghero, Sardinien             | Grus          | Dani Sordo                          | Carlos Del Barrio | Hyundai i20 Coupe WRC |
| 1-4 augusti     | Neste Rally Finland                    | Jyväskylä, Mellersta Finland   | Grus          | Ott Tänak                           | Martin Järveoja   | Toyota Yaris WRC      |
| 22-25 augusti   | ADAC Rallye Deutschland                | Bostalsee, Saarland            | Asfalt        | Ott Tänak                           | Martin Järveoja   | Toyota Yaris WRC      |
| 12-15 september | Rally Turkey                           | Marmaris, Muğla                | Grus          | Sébastien Ogier                     | Julien Ingrassia  | Citroën C3 WRC        |
| 3-6 oktober     | Dayinsure Wales Rally GB               | Deeside, Flintshire            | Grus          | Ott Tänak                           | Martin Järveoja   | Toyota Yaris WRC      |
| 24-27 oktober   | Rally RACC Catalunya-Rally de España   | Salou, Tarragona               | Asfalt & Grus | Thierry Neuville                    | Nicolas Gilsoul   | Hyundai i20 Coupe WRC |
| 14-17 november  | Kennards Hire Rally Australia          | Coffs Harbour, New South Wales | Grus          | Tävlingen inställd pga. skogsbrand. |                   |                       |

## Förar-VM
| Plats | Förare             | Bil              | Poäng |
| ----- | ------------------ | ---------------- | ----- |
| 1     | Ott Tänak          | Toyota Yaris WRC | 263   |
| 2     | Thierry Neuville   | Hyundai i20 WRC  | 227   |
| 3     | Sébastien Ogier    | Citroën C3 WRC   | 217   |
| 4     | Andreas Mikkelsen  | Hyundai i20 WRC  | 102   |
| 5     | Elfyn Evans        | Ford Fiesta WRC  | 102   |
| 6     | Kris Meeke         | Toyota Yaris WRC | 98    |
| 7     | Jari-Matti Latvala | Toyota Yaris WRC | 94    |
| 8     | Dani Sordo         | Hyundai i20 WRC  | 89    |
| 9     | Teemu Suninen      | Ford Fiesta WRC  | 89    |
| 10    | Esapekka Lappi     | Citroën C3 WRC   | 83    |